# Mikel Irujo
Mikel Irujo Amezaga (Caracas, 6 de octubre de 1972) es un abogado y político español. Fue diputado del Parlamento Europeo (2007-2009) y delegado del Gobierno de Navarra en Bruselas. Es consejero de Industria, Transición ecológica y digital empresarial del Gobierno de Navarra (desde 2021).

## Familia
Mikel Irujo pertenece a la saga familiar vinculada al nacionalismo vasco y oriunda de Estella de los Irujo. Es hijo del dirigente del PNV y de EA Peio Irujo, que permaneció en el exilio venezolano casi treinta años y que a su vez era sobrino de Manuel Irujo, diputado y  ministro durante la segunda república.

## Formación y trayectoria profesional
Licenciado en Derecho por la Universidad de Navarra (1995), se doctoró en Derecho por la Universidad Pública Vasca-Euskal Herriko Unibertsitatea (UPV-EHU) en 2016. Tiene también diversos títulos de posgrado especializados en política europea (2002) y Derecho Comunitario (2004). Ha publicado diversos estudios jurídicos relacionados con la Unión Europea y el País Vasco: Estatu Gabeko Nazioak Europako Batasunean (Sociedad de Estudios Vascos-Eusko Ikaskuntza, 2002) y Euskal Herria en la Unión Europea (Eusko Alkartasuna, 2001), Panorámica actual de la comitología (Aranzadi, 2003), El coste de la no Europa (2008), Basque political system (Universidad de Reno, 2012).
Trabajó desde junio de 1996 de analista de legislación comunitaria y responsable del tesauro de legislación en la Editorial Aranzadi. En 2009, a su regreso a Thomson Reuters Aranzadi, hasta 2015, se crea, a iniciativa propia, la Unidad de Licitaciones de la UE, donde la empresa se adjudica diversos proyectos (14) de la Comisión Europea, Parlamento Europeo, Comité de las Regiones, Banco Mundial y Oficina de Publicaciones de Luxemburgo.

## Trayectoria política
Como miembro de Gazte Abertzaleak, las juventudes de Eusko Alkartasuna, formó parte del Consejo de la Juventud de Navarra entre 1991 y 1993. Fue secretario de Asuntos Internacionales de Gazte Abertzaleak entre 1994-1996 y, nuevamente, entre 1998 y 2002. En su trayectoria europea, fue el primer presidente de la ALE-Youth, organización juvenil de la Alianza Libre Europea, de la que también fue vicepresidente.
Fue asesor parlamentario y responsable de la oficina de Eusko Alkartasuna en el Parlamento Europeo entre 1999 y 2002. Ocupó el segundo puesto de la candidatura Europa de los Pueblos en las elecciones europeas del 13 de junio de 2004. Entre junio de 2007 y el final de la sexta legislatura de la eurocámara, en julio de 2009, ocupó el puesto de europarlamentario que le correspondía en el turno rotatorio establecido entre los representantes de los partidos integrados en la candidatura Europa de los Pueblos y fue miembro de las comisiones parlamentarias de Educación y Cultura y Cooperación al Desarrollo, así como de la Asamblea Parlamentaria de la ACP (África, Caribe y Pacífico).
Fue secretario de comunicación y portavoz de la ejecutiva de Eusko Alkartasuna entre el congreso de diciembre de 2007 y el de junio de 2009. En este congreso Mikel Irujo fue sustituido por Maiorga Ramírez. Fue concejal de Nafarroa Bai en el ayuntamiento de Ultzama entre 2007 y 2011.
Es miembro de la Asamblea de Eurobask (Consejo Vasco del Movimiento Europeo).
En agosto de 2015 fue nombrado delegado del Gobierno de Navarra en Bruselas (sede de la Unión Europea) y posteriormente miembro alterno del Comité de las Regiones, representando al Gobierno de Navarra, donde ha sido autor de dos informes, sobre Estrategias de Especialización Inteligente (RIS3) y Reforzamiento de la Innovación en las Regiones. El 4 de febrero del 2021 tras la dimisión del Consejero de Desarrollo Económico y Empresarial de Navarra, es nombrado sucesor y nuevo Consejero de Desarrollo Económico y Empresarial.